# Arjasa (Situbondo)
Arjasa is een bestuurslaag in het regentschap Situbondo van de provincie Oost-Java, Indonesië. Arjasa telt 4134 inwoners (volkstelling 2010).